# 3-cloro-3-metil-1-butino
El 3-cloro-3-metil-1-butino o 3-cloro-3-metilbut-1-ino es un compuesto orgánico de fórmula molecular C5H7Cl. Es un cloroalquino ramificado de cinco carbonos que tiene un átomo de cloro unido a un carbono terciario.

## Propiedades físicas y químicas
A temperatura ambiente, el 3-cloro-3-metil-1-butino es un líquido de color amarillo claro con una densidad de 0,913 g/cm³.
Su punto de ebullición es 74 °C y su punto de fusión -61 °C.
El valor del logaritmo de su coeficiente de reparto, logP ≃ 1,68, revela que es más soluble en disolventes apolares que en disolventes polares. En agua, su solubilidad es de 1600 mg/L aproximadamente.
En cuanto a su reactividad, es incompatible con ácidos, bases y agentes oxidantes fuertes.

## Síntesis
El 3-cloro-3-metil-1-butino se sintetiza por cloración de 3-metilbutinol. Si esta reacción se lleva a cabo con tricloruro de fósforo se obtiene, además del producto buscado, 3-metil-1-cloro-1,2-butadieno.
Por su parte, cuando se usa cloruro de tionilo en la cloración, se forma, además de 3-cloro-3-metil-1-butino, el cloroaleno correspondiente. En este caso, se favorece la formación del cloroalquino si se utiliza piridina.

## Usos
La reacción de 3-cloro-3-metil-1-butino con reactivos de Grignard primarios y secundarios, en presencia de cloruro de hierro (III) como catalizador, da como resultado la rápida formación de alenos. Así, la reacción de este cloroalquino con un haluro de butilmagnesio proporciona el correspondiente aleno con un rendimiento del 80%.
En este tipo de reacciones puede también emplearse como catalizador cloruro de paladio (II), junto a hidruro de diisobutilaluminio (DIBAL-H) y trifenilfosfina.
El 3-cloro-3-metil-1-butino también se ha utilizado para la alquilación de aminas. El disolvente empleado es dimetilformamida (DMF) en presencia de un catalizador de cobre y la temperatura de reacción es 4 °C.
Por otra parte, este cloroalquino se ha empleado en la síntesis de catalizadores de carbeno de rutenio u osmio muy activos en metátesis y estables en presencia de diversos grupos funcionales.

## Precauciones
El 3-cloro-3-metil-1-butino es un compuesto inflamable, siendo su punto de inflamabilidad 4 °C.
Sus vapores pueden formar mezclas explosivas con el aire. Al arder pueden originarse emanaciones de cloruro de hidrógeno.
Por otra parte, el contacto con este producto provoca irritación en piel y ojos.